# Пежо тип 163
Пежо тип 163 (фр. Peugeot Type 163) је аутомобил произведен између 1919. и 1924. године од стране француског произвођача аутомобила Пежо у њиховим фабрикама у Болијеу и Оданкуру. У том периоду је произведено 11.925 јединица. Пежо се знатно спорије вратио после рата производњи аутомобила него што је то било са париским произвођачима Реноом и Ситроеном, кој су се прикључили произвођачима аутомобила 10ХП класе.. Пежо тип 159 није било добро решење, тако да је током лета 1919. године представљен знатно бољи модел 163.
Возило је покретао четвороцилиндрични, четворотактни мотор који је смештен у предњем делу возила, а преко кардана погон је био пренет на задње точкове.

## Варијанте
| Модел (варијанта) | Година производње | Запремина | Снага КС | Међуосовинско растојање | Размак точкова | Дужина | Ширина | Висина | Облик каросерије                                  | Број произведених јединица |
| ----------------- | ----------------- | --------- | -------- | ----------------------- | -------------- | ------ | ------ | ------ | ------------------------------------------------- | -------------------------- |
| 163               | 1919–1924         | 1437 цм³  | 13       | 252 цм                  | 120 цм         | 350 cm | 145 cm | 180 cm | торпедо, доставно возило, камионет                | 9349                       |
| 163 Б             | 1921–1922         | 1437 цм³  |          | 264 цм                  | 120 цм         |        |        |        | торпедо, берлина, купе                            | 1403                       |
| 163 БР            | 1922–1924         | 1480 цм³  |          | 264 цм                  | 120 цм         |        |        |        | торпедо, купе-лимузина, доставно возило, камионет | 2230                       |
| 163 БРС           | 1923              | 1480 цм³  |          | 264 цм                  | 120 цм         |        |        |        |                                                   | 4                          |
| 163 БС            | 1921, 1923        | 1480 цм³  |          | 264 цм                  | 120 цм         |        |        |        | торпедо специал, спортски ауто                    | 346                        |

## Галерија
- Пежо тип 163
- Пежо тип 163